# Zapteryx
Genre
Zapteryx est un genre de raies.

## Liste des espèces
- Zapteryx brevirostris (Müller & Henle, 1841)
- Zapteryx exasperata (Jordan & Gilbert, 1880)
- Zapteryx xyster Jordan & Evermann, 1896